# Daisuke Takagi
Daisuke Takagi (高木 大輔 Takagi Daisuke?, Yokohama, Kanagawa, 14 de octubre de 1995) es un futbolista japonés que juega como delantero en el F. C. Ryukyu.

## Trayectoria

### Clubes
| Club                            | País  | Año       |
| ------------------------------- | ----- | --------- |
| Tokyo Verdy                     | Japón | 2013-2018 |
| Renofa Yamaguchi F. C. (cedido) | Japón | 2018      |
| Renofa Yamaguchi F. C.          | Japón | 2019      |
| Gamba Osaka                     | Japón | 2019-2020 |
| Renofa Yamaguchi F. C.          | Japón | 2021-2023 |
| F. C. Ryukyu                    | Japón | 2024-     |